# 劉先
劉 先（りゅう せん、生没年不詳）は、中国の後漢末期の政治家。字は始宗。荊州零陵郡の人。妹の子に周不疑がいる。

## 正史の事跡
劉表の配下。博学・強記で老荘の学を好み、漢代の故実に通じていた。劉表から荊州別駕に任じられた。
官渡の戦いが起こると、劉表の大将蒯越・従事中郎韓嵩と共に、曹操への降伏を劉表に説いたが、受け入れられなかった。
建安13年（208年）、曹操が荊州を支配すると、劉先も招聘された。劉先は漢王朝健在時に尚書令に任命され、のちに魏国の尚書令に任命されている。以上の事跡のみからでは、劉先は単なる降伏主義者でしか無いように見えるが、『零陵先賢伝』によれば、彼の真価を物語る以下のような逸話もある。
劉表配下であったとき、劉先は劉表の使者として曹操と会見する機会があった。「劉表殿は（献帝のいる許に来ず）どうして郊外で天を祀られたのか」と曹操が問うと、「凶悪な者どもに道を阻まれているからです」と劉先は答えた。「凶悪な者どもとは何か」と曹操が問うと、「眼に映るものが全てそうです」と劉先は平然と答えた。「私には大軍がある。服従しないものなどない」と曹操がさらに答えると、「軍事力に頼り残忍な行為をする者は、現代の蚩尤・智伯でしかありません」と劉先は非難した。
曹操は不機嫌に黙り込んだが、劉先を武陵太守に任命した。その後の劉先の出世は、むしろ曹操の度量を物語る逸話となっている。またこの逸話は、結末こそ全く異なるが、『三国志演義』において、劉璋配下の張松と曹操が対面した際の逸話の元の一つである。

## 物語中の劉先
小説『三国志演義』でも別駕として登場。蔡瑁の命令で治中鄧義と共に荊州を守備する。曹操が荊州に攻め寄せてくると、戦い得ないとして軍民を引き連れて降伏した。以後、登場しない。